# Muntele Cacovei, Cluj
Muntele Cacovei (în maghiară Kákovahavas, în germană Kakowa-Gebirge) este un sat în comuna Băișoara din județul Cluj, Transilvania, România.

## Date geografice
Altitudinea medie: 1010 m.